# درخت (فیلم ۲۰۱۰)
«درخت» (انگلیسی: The Tree) فیلمی در ژانر درام است به کارگردانی Julie Bertuccelli که در سال ۲۰۱۰ منتشر شد. از بازیگران آن می‌توان به شارلوت گنزبور، مارتون سوکاس، و ادن یونگ اشاره کرد.